# Ammassivik
Ammassivik, wcześniej Angmagssivik, duń. Sletten – osada na południowym wybrzeżu Grenlandii, w gminie Kujalleq.
Według danych oficjalnych w 2011 roku mieszkało w niej 49 osób.